# Maasstraat (Amsterdam)
De Maasstraat is een straat in de Rivierenbuurt in stadsdeel Zuid te Amsterdam. De straat is genoemd naar de rivier die door Frankrijk, België en Nederland stroomt.

## Ligging
De Maasstraat ligt in het verlengde van de Tweede van der Helststraat en bij de brug over de Amstelkade is het begin van de straat en tevens het beginpunt van het stadsdeel. Daarna loopt de straat in zuidwaartse richting naar de President Kennedylaan, waar de naam wijzigt in Veluwelaan. De Maasstraat loopt door de postcodegebieden 1078 en 1079.
De straat kruist enkele belangrijke verkeersaders. Vanuit noordelijke richting eerst de Churchill-laan, alwaar de tramlijn 12 rijdt en tot eind 2013 tramlijn 25 reed. In het midden van de straat bevindt zich de kruising met de Rooseveltlaan, waar tramlijn 4 en verschillende buslijnen rijden. Uiteindelijk stopt de straat bij de drukke verkeersader President Kennedylaan.
Sinds februari 2018 staat op de hoek mat de Rooseveltlaan een reeks bloembakken, de Four Freedoms-bloembakken met de teksten verwijzend naar de Four Freedoms van Franklin Delano Roosevelt.

## Karakter
De Maasstraat is een winkelstraat waar uiteenlopende winkels te vinden zijn. Dit varieert van specialistische zaakjes tot kleine middenstand en grote supermarkten. Alleen het laatste gedeelte van de straat bestaat uitsluitend uit woningen. Ajax doelman Ronnie Boomgaard had er na zijn korte carrière een bakkerszaak.
In het middelste deel van de Maasstraat staan de huizen iets meer naar achter waardoor een soort plein wordt gecreëerd. In de volksmond wordt dit plein, waaraan veel winkels zijn gevestigd, Maasplein genoemd, officieel is het echter onderdeel van de Maasstraat.